# Dörndorf
Dörndorf ist ein Ortsteil der Gemeinde Denkendorf im oberbayerischen Landkreis Eichstätt.

## Lage
Das Dorf liegt auf der Hochfläche der südlichen Frankenalb nordöstlich des Gemeindesitzes Denkendorf und östlich der A 9 an der Staatsstraße 2392.

## Geschichte
Um die Mitte des 12. Jahrhunderts wird Dörndorf (auch: Torndorf = Dorf mit Dorngebüsch) erstmals urkundlich erwähnt, als der Edle Reglo (von Höbing), ein Kleriker, und seine Schwester Elisabeth ihre Eigengüter in Dörndorf (und Buchenhüll) der Propstei Berchtesgaden schenkten. Wann und an wen das Kloster diesen Besitz verkaufte, ist nicht überliefert. 1305 wurde das Dorf in der Auseinandersetzung des Eichstätter Bischofs mit Bayern um das Hirschberger Erbe dem Hochstift Eichstätt zugesprochen. Grundherren waren 1447 die Ram(m)elsteiner auf der Burg „im Loch“ bei Eichhofen auf zwei Anwesen, die Sinzenhauser auf drei Anwesen, die Absberger zu Rumburg auf ein Anwesen und Jörg Muracher (Burg Eggersberg) auf eine Hofreit. Außer diesen Adelsgütern gab es viel bäuerlichen Eigenbesitz. Die Güter der Ramelsteiner und Sinzenhauser standen unter der Hirschberger Vogtei des unteren Hochstifts. Bis 1644 war die Grundherrschaft größtenteils auf den Bischof übergegangen; so hatte Bischof Gabriel von Eyb 1520 von Hans und Friedrich Utelhofer deren Dörndorfer „Leute und Güter“ mit Vogtei und Gericht erworben. Außer dem Bischof besaßen um die Mitte des 17. Jahrhunderts die Hegnenberg in Oberhaunstadt, die Pfarrkirche in Dörndorf, St. Salvator in Dietfurt an der Altmühl und einige Privatpersonen Güter in Dörndorf. In der Flur gab es außerdem verschiedene Lehenstücke der Wildensteiner. Im Dreißigjährigen Krieg wurde der Ort schwer heimgesucht; 1644 lag ein Anwesen in Asche, von zwölf anderen Höfen waren die Inhaber tot, deren Felder lagen öde. Ende des 18. Jahrhunderts gehörten 40 Untertanen im Dorf zum Kastenamt Beilngries und nur ein Anwesen, das von den Absberger zu Rumburg an den Bischof gekommen war, zum Kastenamt Kipfenberg. Der Inhaber letzteren Anwesens bewirtschaftete auch einige bayerischer Grundstücke und war für diese dem Herzoglichen Kasten Ingolstadt abgabenpflichtig.
Dörndorf gehörte mit Bitz und Denkendorf zur Ehehaft Denkendorf des Oberamtes Beilngries-Hirschberg. Für 1518 ist eine Badstube erwähnt, die als „Eichstättisch“ bezeichnet wird. Außerdem gab es im Mittelalter in Dörndorf für 400 Tagwerk Forst eine bischöfliche Forstei. 1700 wurde eine Schule errichtet, 1741 ist eine Wirtschaft genannt und 1742 wurde ein Schul- und Mesnerhaus gebaut. Ein Hafner ist für das ausgehende 18. Jahrhundert nachweisbar.
Im Zuge der Säkularisation kam 1802 das untere Hochstift und in ihm Dörndorf an den Großherzog Erzherzog Ferdinand III. von Toskana und 1806 an das Königreich Bayern und darin zum Landgericht Kipfenberg, ab 1817/18 zum Landgericht Beilngries, wo die Gemeinde bis 1857 verblieb, um dann erneut dem Landgericht Kipfenberg anzugehören. Ab 1808 bildete Dörndorf mit Bitz und Kirchbuch einen Steuerdistrikt im Altmühlkreis; 1818 wurden die Orte wieder selbständige Gemeinden. 1810 gehörte Dörndorf zum Oberdonaukreis mit der Hauptstadt Eichstätt und ab 1817/18 zum Landgericht Beilngries im Regenkreis mit der Hauptstadt Regensburg; zu diesem Zeitpunkt hatte das Dorf 228 Einwohner bzw. 52 Familien. Ab 1838 war der Bezirk Beilngries und mit ihm Dörndorf Teil des Kreises Mittelfranken mit der Hauptstadt Ansbach.
In den Jahren 1864 bis 1867 wurde in Dörndorf mit Unterstützung der Bitzer eine neue gemeinsame Schule gebaut; der Schulbetrieb dauerte bis 1971.
Seit der bayerischen Gebietsreform, die am 1. April 1971 in Kraft trat, ist Dörndorf ein Ortsteil der Gemeinde Denkendorf im Landkreis Eichstätt, der am 1. Juli 1972 vom Regierungsbezirk Mittelfranken in den Regierungsbezirk Oberbayern wechselte.
1933 betrug die Einwohnerzahl 236, 1939 219. 1954 gab es in Dörndorf bei 61 Anwesen 354 und 1973 365 Einwohner. 1963 bis 1968 wurde die Flur bereinigt. 1983 gab es im Dorf bei 457 Einwohnern acht landwirtschaftliche Vollerwerbs- und 28 Nebenerwerbsbetrieben und einige Handwerksbetriebe. Heute gibt es im Dorf unter anderem einen Hotelbetrieb.

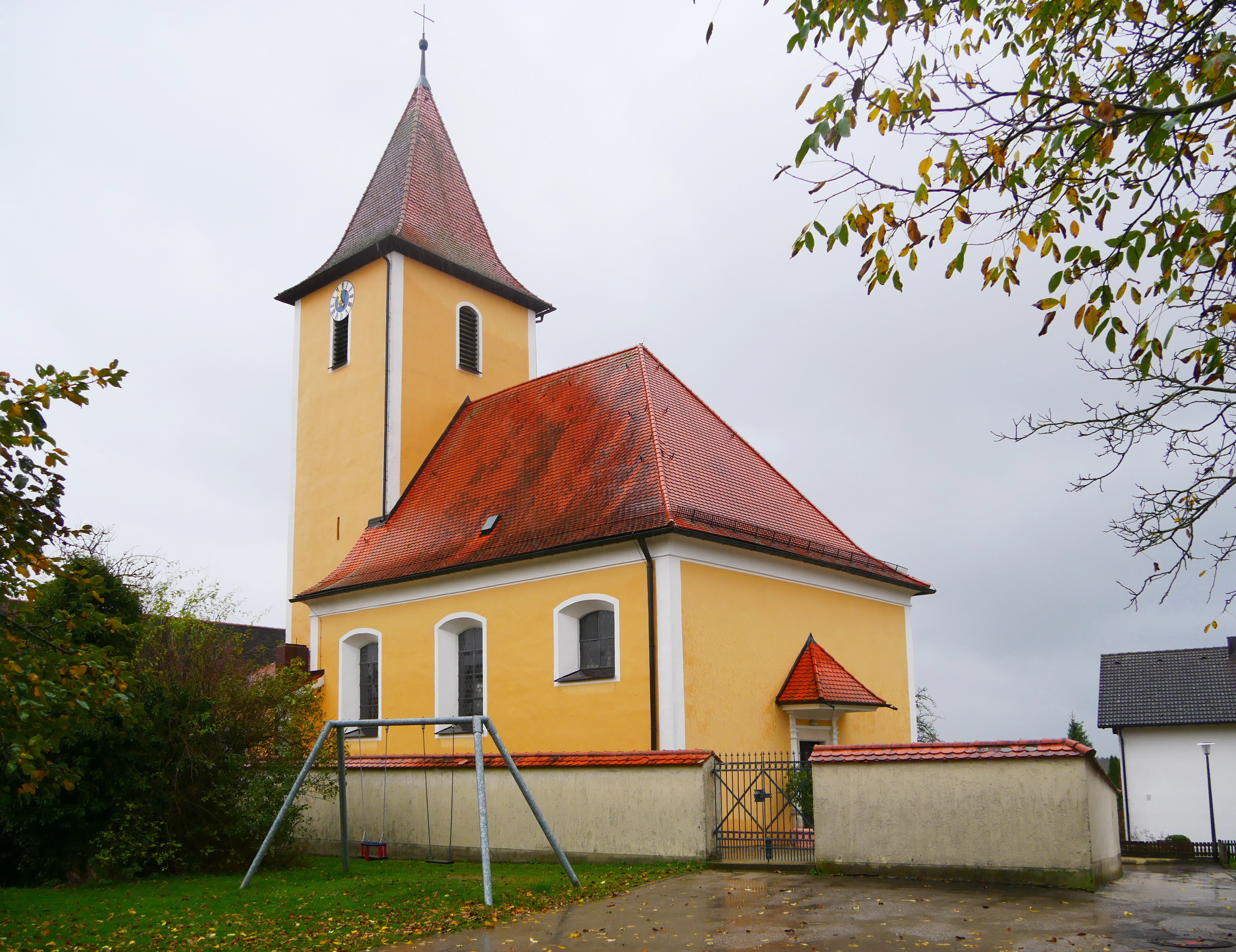
St. Sixtus – Dörndorf

## Katholische Pfarrei Dörndorf
Das Kirchen-Patrozinium des hl. Sixtus legt nahe, dass Dörndorf eine alte Pfarrei ist. Im Mittelalter hatten die Ramelsteiner das Präsentationsrecht; mit deren Güter ging es an den Bischof über. Seite Dezember 1980 wird die Pfarrei mit ihren 402 Katholiken (Stand 2007) vom Pfarrer von Denkendorf (Dekanat Beilngries) pastorisiert.
Die Kirche wurde vom Beilngrieser Maurermeister Johann Pauer (Bauer) im Barock 1720 neu erbaut. Der mittelalterliche quadratische Turm (13./14. Jahrhundert) wurde wiederverwendet und wahrscheinlich schon beim Neubau des Kirchenschiffes erhöht. Er enthält den Altarchor mit barockem Kreuzgewölbe und schließt mit einem Ziegelhelm. Das Deckengemälde im Schiff, das verschiedene Heilige zeigt, wurde 1762 von Anthon Köhl gemalt. Der viersäulige barocke Hochaltar wurde um 1720 geschaffen; statt eines Altarbildes stehen hier spätgotische Schreinfiguren des Vorgängeraltares (aus der Zeit des Bischofs Gabriel von Eyb): Hl. Sixtus, hl. Laurentius und hl. Johannes der Täufer, „vorzügliche Arbeiten um 1510–1520, ausgezeichnet durch tiefe Beseelung“ (Mader, Kunstdenkmäler, S. 91). Die zweisäuligen Seitenaltäre entstanden gleichzeitig, auch hier sind anstelle von Bildern Figuren gleichen Alters zu sehen, rechts der hl. Martin, aus Kinding stammend, links hl. Maria, beide in barockem Strahlenkranz. Die drei Altäre haben jeweils ein Oberbild. An den Seitenwänden sind Holzfiguren der Eichstätter Diözesanheiligen Willibald und Walburga (beide um 1600). Die Rosenkranzkönigin ist eine Arbeit des Barocks (um 1680). Auch die barocke Kanzel wurde bereits um 1680 geschaffen. Die Orgel wurde 1992 eingebaut. Eine 1928 vorhandene Glocke stammte von 1487; sie hängt bis heute im Turm. Im Jahr 1948 kamen zu der vorhandenen historischen Bronzeglocke drei Gussstahlglocken des Bochumer Vereins in den Turm, so dass die Dörndorfer Pfarrkirche heute über ein vierstimmiges Geläute verfügt.
1998 wurde von privater Seite am Grampersdorfer Weg eine Marienkapelle errichtet. Das Marienbild malte der Denkendorfer Johann Schuster.

## Persönlichkeiten
- Anton Deindl (* 12. Juni 1859 in Dörndorf; † 10. April 1925 in Wallnsdorf), Politiker, Distriktsrat und Landwirt
- Willibald Georg Scherer (* 27. Mai 1905 in Ellingen; † 13. Januar 1972 in Hettenshausen), 1934–1970 Lehrer und Maler in Dörrdorf
- Otmar Huber (* 9. Oktober 1927 in Dörndorf; † 22. April 2021), Jurist, Politiker und Landrat

## Vereine
- Freiwillige Feuerwehr Dörndorf (1879 gegründet)
- Schützenverein „Eichenlaub“ (1923 gegründet)
- Krieger- und Soldatenkameradschaft Dörndorf-Bitz
- Obst- und Gartenbauverein
- FC (Fußballclub) Dörndorf-Bitz
- Zweigverein Dörndorf des Katholischen Deutschen Frauenbundes